# Larry Duffy
Lawrence (Larry) Duffy (ur. 27 listopada 1951 w Magheracloone) – irlandzki duchowny rzymskokatolicki, biskup Clogher od 2019.

## Życiorys
Święcenia kapłańskie otrzymał 13 czerwca 1976 i został inkardynowany do diecezji Clogher. Pracował głównie jako duszpasterz parafialny. W latach 1998–2002 przebywał jako misjonarz w kenijskiej diecezji Kitui. W latach 2013–2016 pełnił funkcję wikariusza generalnego rodzinnej diecezji.
8 grudnia 2018 papież Franciszek mianował go ordynariuszem diecezji Clogher. Sakry udzielił mu 10 lutego 2019 arcybiskup Eamon Martin.